# Giovan Battista Perasso
 (octobre 2022).
Si vous disposez d'ouvrages ou d'articles de référence ou si vous connaissez des sites web de qualité traitant du thème abordé ici, merci de compléter l'article en donnant les références utiles à sa vérifiabilité et en les liant à la section « Notes et références ».
Pour les articles homonymes, voir Balilla.
Giovan Battista Perasso ou Giambattista Perasso, dit Balilla (né en 1735 à Gênes et mort en 1781 dans la même ville), est le jeune garçon de 11 ans qui commença la révolte des Génois contre les occupants austro-sardes le 5 décembre 1746.
Il s'agit d'une figure historique de patriote de la république de Gênes au XVIIIe siècle, dont on ne connait pourtant que le rôle dans l'insurrection.
L'absence de sources fiables ne permet pas d'établir les dates et lieu de naissance et de décès  de Giambattista Perasso, mais aussi s'il a existé.

## Contexte
Au cours de la guerre de Succession d'Autriche, les troupes autrichiennes et celles de leur allié le royaume de Sardaigne envahirent la république de Gênes et occupèrent notamment la ville de Gênes elle-même en décembre 1746, l'assujettissant à d'énormes prélèvements et maltraitant la population.

## Les faits
Le 5 décembre 1746 des artilleurs autrichiens déplaçaient une batterie de canons lorsque le train d'un d'entre eux s'enfonça dans la boue au quartier de Portoria. Les soldats essayèrent d'obliger les gens du peuple à débloquer le canon en les fustigeant. Balilla prit alors une pierre, s'exclama « Che l'inçe? » (« J'y vais ? » en langue ligure) et la lança contre les Autrichiens, donnant ainsi le signal de l'insurrection populaire qui en cinq jours chassa les occupants de la ville.

## Postérité
Balilla est mentionné dans Le Chant des Italiens, hymne nationaliste écrit en 1847 par Goffredo Mameli et associé depuis à l'unification italienne : « Les enfants d'Italie / S'appellent Balilla ». Ce chant est aujourd'hui l'hymne national italien.
Sous le régime fasciste italien de Benito Mussolini, le nom de Balilla fut donné à une organisation de jeunesse mise en place en 1926, l'Opera Nazionale Balilla (en français, Œuvre nationale Balilla) en hommage à l'action de Giovan Battista Perasso.